# 迪萊特 (阿肯色州)
迪萊特（英語：Delight）是一個位於美國阿肯色州派克縣的城市。

## 地理
迪萊特的座標為34°01′51″N 93°30′12″W / 34.03083°N 93.50333°W，而該地的平均海拔高度為106米（即348英尺）。

## 人口
根據2020年美國人口普查的數據，迪萊特的面積為1.43平方千米，皆為陸地。當地共有人口288人，而人口密度為每平方千米201人。